# AS Cittadella
Die AS Cittadella ist ein italienischer Fußballclub aus der venetischen Stadt Cittadella. Die Vereinsfarbe ist Granatrot. Als Stadion dient dem Verein das Stadio Pier Cesare Tombolato, es bietet Platz für 7.623 Zuschauer. In der Saison 2021/22 spielt der Verein in der Serie B.

## Geschichte
Die AS Cittadella entstand 1973 aus der Fusion von Cittadellese und Olympia Cittadella. Diese Fusion wurde von Angelo Gabrielli initiiert, um eine Mannschaft aus Cittadella im Profifußball zu etablieren. Die ersten Jahre des Bestehens waren durch die Rivalität zwischen den Mitgliedern der beiden ursprünglichen Vereine schwierig. 1980 errang die AS Cittadella ihren ersten Erfolg, als man die Coppa Italia der Serie D gewann. 1988/89 gelang der Aufstieg in die Serie C2. Kurze Zeit später gelang der Mannschaft aus der Kleinstadt Cittadella der Aufstieg in die nächsthöhere Klasse, die Lega Pro Prima Divisione, damals noch Serie C1 genannt.
Im Jahre 2001 stieg der Verein erstmals in die zweite italienische Liga, die Serie B, auf. In der Saison spielte man im Stadio Euganeo in Padova, da die Kapazität des Stadions in Cittadella nicht den Anforderungen der Serie B entsprach. Während die Mannschaft dort spielte, nannte der Verein sich A.S. Cittadella Padova. Jedoch stieg der AS Cittadella gleich in der ersten Saison in der Serie B wieder ab. Nun folgten sechs Spielzeiten in der Lega Pro Prima Divisione. In der Saison 2007/08 qualifizierte sich Cittadella als Tabellendritter nach gewonnener Relegation gegen Foligno Calcio und US Cremonese wieder für die Serie B. Seitdem schaffte Cittadella immer den Klassenerhalt. In der Saison 2009/10 erreichte das Team in der Tabelle Rang 6, woraufhin man die Möglichkeit hatte, in die Serie A aufzusteigen. In den Relegationsspielen um den Aufstieg scheiterte Cittadella allerdings im Halbfinale an Brescia Calcio.

## Stadion
Seine Heimspiele trägt der AS Cittadella im Stadio Pier Cesare Tombolato in Cittadella aus. Das Stadion bietet 7 623 Zuschauern Platz. Es wurde 1981 erbaut, wobei die ursprüngliche Kapazität nur 4 000 Plätze betrug. Da diese Anzahl nicht den Statuten der Serie B entsprach, musste der Verein beim erstmaligen Aufstieg in die zweite italienische Spielklasse in das Stadio Euganeo, die Heimstätte von Padova Calcio, umziehen. Nach dem Abstieg in die Lega Pro Prima Divisione 2002 zog man wieder ins heimische Stadion. Beim erneuten Aufstieg in die Serie B 2008 renovierte der Verein das Stadio Pier Cesare Tombolato, welches nach einem Torwart benannt ist, der 1957 mit 18 Jahren bei einem Zusammenprall auf dem Spielfeld verstarb, sodass es nun 7 623 Menschen Platz bot. Für die ersten Saisonspiele der Saison 2008/09 wich der Verein nach Treviso aus, da die Bauarbeiten noch liefen.

## Ehemalige Spieler
| - Daniele Baselli - Mihai Baicu - Enrico Fantini - Stefano Ghirardello - Ezio Glerean - Rolando Maran - Giovanni Martusciello - Stefano Okaka - Alberto Pierobon - Giorgio Pierobon - Franco Pierobon | - Luigi Pierobon - Fausto Pizzi - Matteo Rubin - Enrico Sambo - Werner Seeber - Alessio Sestu - Alessandro Sgrigna - Paolo De Toffol - Adriano Zancopè - Carlo Zotti |